# Cotes (kommun)
Cotes är en kommun i Spanien.   Den ligger i provinsen Província de València och regionen Valencia, i den östra delen av landet, 300 km sydost om huvudstaden Madrid. Antalet invånare är 388. Arean är 6,3 kvadratkilometer. Cotes gränsar till Alcàntera de Xúquer, Antella, Càrcer, Sellent, Sumacàrcer, Anna och Chella. 
Terrängen i Cotes är platt.